# Pennes-le-Sec
Pennes-le-Sec är en kommun i departementet Drôme i regionen Auvergne-Rhône-Alpes i sydöstra Frankrike. Kommunen ligger i kantonen Luc-en-Diois som tillhör arrondissementet Die. År 2022 hade Pennes-le-Sec 22 invånare.

## Befolkningsutveckling
Antalet invånare i kommunen Pennes-le-Sec
Referens:INSEE